# Ignace Schretlen
Ignatius (Ignace) Carolus Joseph Maria Schretlen (Tilburg, 27 september 1952) is een Nederlands schrijver, kunstenaar en huisarts. Hij gebruikt ook de pseudoniemen Alexander van Es, Michel van Hout en Patrick Bosboom.

## Biografie
Schretlen werd geboren als oudste van een gezin met vijf kinderen. Zijn vader was hoogleraar kindergeneeskunde en zijn moeder maatschappelijk werker en mede-oprichter van het Han Fortmann Centrum te Nijmegen. Al tijdens zijn gymnasiumtijd manifesteerde zich bij hem een grote belangstelling voor muziek, literatuur en fotografie; op al deze gebieden is hij actief geweest of nog actief.
Hij ging aan de KUN in Nijmegen geneeskunde en filosofie studeren en was van 1984 tot 2002 huisarts in 's-Hertogenbosch. Op medisch gebied kreeg Schretlen vooral bekendheid als auteur van kritische publicaties, waaronder het boek Anatomie van het gevoel (dagboek van een co-assistent), geschreven onder het pseudoniem Alexander van Es.
Over het Franstalige lied publiceerde hij tientallen artikelen en drie bundels. Jarenlang stelde hij het populaire radioprogramma 'n Mondje Frans en een aantal compilaties met chansons (op elpee) samen. Zijn interesse voor tekeningen en schilderwerken van kinderen resulteerde in de oprichting van de Stichting "Kijk op Krabbels". Als beeldend kunstenaar exposeerde hij op vele plaatsen, waaronder enkele musea.
Schretlen is gehuwd en vader van twee kinderen.

## Prijzen en onderscheidingen
- Gouden Ezelsoor, 1980
- Ridder in de Orde van Oranje-Nassau, 1998

### Poëzie & Proza
Diverse onderwerpen
- Anatomie in andere gedaanten, 2005, ISBN 90-806809-3-1
- Herinneringen als leidraad, 2004, ISBN 90-72478-77-0
- Voorbij en daarna, 2002, ISBN 90-806809-2-3
- Blessure, 1999, ISBN 90-5805-026-2

Korte verhalen en gedichten
- Een onvermoede bocht, 2007, ISBN 90-806809-4-X
- Tussen zes voet diep en hemelhoog, 2001
- De aarde te voet, 1992, ISBN 90-72968-05-0
- Voor wie zich in een paard verslikt, 1981, ISBN 90-6386-022-6
- Tussen Sinas en Elias, 1976

Over het chanson
- Alles eindigt met een lied 1982, ISBN 90-6386-027-7
- Voor elk woord een gevoel 1980, ISBN 90-6386-012-9
- Ik droom alleen wat minder 1978, ISBN 90-6386-002-1

### Kinderboeken
- Eet jouw dokter ook patat?, 1989, 2005, ISBN 90-77455-00-0
- Waar is de beer van boukje?, 1993, ISBN 90-6386-095-1

### Non-fictie
Beschouwingen
- Waarnemer in eigen praktijk, 2000, 2001, ISBN 90-8068091-5

Medische dagboeken
- Anatomie van het gevoel, 1999, 2003, ISBN 90-5931-252-X, 2006
- De dood leeft met je mee, 2003, ISBN 90-70706-65-2
- Patrick Bosboom: Een eindeloos bestaan, 1997, ISBN 90-261-0986-5
- Patrick Bosboom: Weekendleed, 1993 ISBN 90-6386-098-6
- Michel van Hout: Op uw gezondheid, 1983, ISBN 90-6386-033-1
- Alexander van Es: Anatomie van het gevoel, 1979, ISBN 90-6386-006-4

Over kindertekeningen
- Kijk op krabbels, 2000, ISBN 90-755-6437-6
- Apenkrabbels & Kinderschrift, 1999, ISBN 90-75159-16-1
- Een heel groot bed, 1997, ISBN 90-7556-403-1